# 강종국
강종국(姜種麴, 1991년 11월 12일 ~ )은 대한민국의 축구 선수로서 포지션은 공격수이다.

## 축구인 생활

### 클럽팀
2013년 경남 FC에 입단하며 프로무대에 입문하였다.
11월 16일 강원 FC전서 어시스트를 기록하며 첫 공격포인트를 기록하였으며, 11월 24일 제주 유나이티드전서 데뷔골을 성공시켰고, 11월 27일 대전 시티즌전서 두경기 연속골을 기록, 팀의 K리그 클래식 잔류를 이끌었다.
2014년 군복무 문제로 안산 무궁화 FC에 입단하였다.
2014시즌 막판 선수단이 대거 전역함에 따라 팀에 골키퍼가 전태현 한 명만이 존재했는데, 어깨 부상을 당하면서 11월 9일 고양 Hi FC전에서 골키퍼로 출전하기도 하였다.
전역 후 경남 FC에 복귀하였지만, 2016년 용인시청 축구단으로 이적하였다.
2016시즌을 끝으로 용인이 해체되면서 경주 시민축구단으로 이적하였다.